# Эндрюс, Навин
Нави́н Уи́льям Си́дни Э́ндрюс (англ. Naveen William Sidney Andrews; род. 17 января 1969, Лондон) — английский актёр индийского происхождения, номинант на премии «Эмми» и «Золотой глобус». Известен по ролям в фильмах «Английский пациент» (1996), «Планета страха» (2007) и по телесериалу «Остаться в живых». Премия Гильдии киноактёров США за лучший актёрский состав в драматическом сериале «Остаться в живых» (2006).

## Биография
Эндрюс родился в Ламбете (Лондон) в 1969 году и проявил актёрские способности, когда ему было всего пять лет. Его родители переехали в Англию из Кералы (Индия) в конце 1960-х, и, несмотря на то, что оба имели высшее образование, его отец работал на железной дороге, а мать — в почтовом отделении. Они намеренно не учили Навина индийскому языку, чтобы у него не было акцента. Навин — старший из двух братьев.
Фактически карьера Эндрюса началась, когда он поступил в Гилдхоллскую школу музыки и театра. Он попал на один курс с актёрами Юэном Макгрегором и Дэвидом Тьюлисом. Обучение окупилось, когда Навин получил роль в фильме Ханифа Куреши «Лондон, который меня убивает» (1991). Наиболее известные роли Эндрюса — лейтенант Кип в «Английском пациенте» (1996) и Саид Джарра в телесериале «Остаться в живых» (2004—2010). В 2006 году журнал People назвал актёра одним из самых красивых людей в мире.
Эндрюс встречался с актрисой Барбарой Херши, которая старше его на 21 год. Они живут в Лос-Анджелесе. Пара ненадолго расставалась в 2005 году, и за это время у актёра от другой женщины появился второй сын, Навин Джошуа. Позже Эндрюс возобновил отношения с Барбарой Херши. Однако, он и Херши объявили в мае 2010 года, что они расстались за шесть месяцев до этого. За опекунство над Навином Джошуа боролись отец и мать ребёнка (Елена Евстафия). 7 января 2009 года Эндрюсу была предоставлена временно единоличная юридическая и физическая опека над ребёнком.
Навин признаётся, что в середине 90-х годов он страдал от алкоголизма и в течение двух лет был наркозависим.
Кроме актёрства Эндрюс играет на гитаре и поёт.

## Фильмография
| Год       |    | Русское название                      | Оригинальное название             | Роль                   |
| --------- | -- | ------------------------------------- | --------------------------------- | ---------------------- |
| 1991      | ф  | Лондон, который меня убивает          | London Kills Me                   | Байк                   |
| 1992      | ф  | Дикий запад                           | Wild West                         | Заф                    |
| 1992      | тф | Двойное зрение                        | Double Vision                     | Джимми                 |
| 1993      | с  | The Buddha of Suburbia (англ.)        | The Buddha of Suburbia            | Карим Амир             |
| 1996      | тф | The Peacock Spring (англ.)            | The peacock spring                | Рави Баттахарья        |
| 1996      | ф  | Кама Сутра: История любви             | Kama Sutra: A Tale of Love        | Радж Синх              |
| 1996      | ф  | Английский пациент                    | The English Patient               | Кип                    |
| 1997      | тф | Настоящая любовь и хаос               | True Love and Chaos               | Ханиф                  |
| 1998      | тф | My Own Country (англ.)                | My Own Country                    | Доктор Абрахам Вергезе |
| 1998      | ф  | Парни из Бомбея                       | Bombay Boys                       | Кришна                 |
| 1998      | ф  | Могучий Джо Янг                       | Mighty Joe Young                  | Пинди                  |
| 1999      | ф  | Утонуть на суше                       | Drowning on Dry Land              | Даршан                 |
| 2000      | ф  | Да будешь ты благословлён             | Blessed Art Thou                  | Уильям                 |
| 2000      | тф | Убийство в клубе Чиппендейлс          | The Chippendales Murder           | Стив Банерджи          |
| 2001      | с  | Зверь                                 | The Beast                         | Тамир Найпол           |
| 2002      | ф  | Роллербол                             | Rollerball                        | Санджай                |
| 2003      | ф  | Future Tense (англ.)                  | Future Tense                      | Майлз Гупта            |
| 2003      | ф  | Передышка                             | Easy                              | Джон Каличаран         |
| 2004      | ф  | Невеста и предрассудки                | Bride & Prejudice                 | Балрадж                |
| 2004—2010 | с  | Остаться в живых                      | Lost                              | Саид Джарра            |
| 2006      | ф  | Десять заповедей                      | The Ten Commandments              | Менерит                |
| 2006      | ф  | Спровоцированная                      | Provoked: A True Story            | Дипак Ахлувалья        |
| 2007      | ф  | Грайндхаус (сегмент «Планета страха») | Grindhouse                        | Эбби                   |
| 2007      | ф  | Планета страха                        | Planet Terror                     | Эбби                   |
| 2007      | ф  | Отважная                              | The Brave One                     | Дэвид Кирмани          |
| 2008      | ф  | Тёмный мир                            | Animals                           | Вик                    |
| 2010      | с  | Закон и порядок: Специальный корпус   | Law & Order: Special Victims Unit | Детектив Эш Рэмси      |
| 2012      | ф  | Месть изгнанных                       | Rise of an Exile                  | Эйтикус Бенедикт       |
| 2012      | с  | Синдбад                               | Sinbad                            | Лорд Акбари            |
| 2013      | ф  | Диана: История любви                  | Diana                             | доктор Хаснат Хан      |
| 2013—2014 | с  | Однажды в Стране чудес                | Once Upon a Time in Wonderland    | Джафар                 |
| 2013      | тф |                                       | Reckless                          | Роланд Шоу             |
| 2015      | с  | Восьмое чувство                       | Sense8                            | Джонас                 |
| 2018      | с  | Инстинкт                              | Instinct                          | Джулиан                |
| 2022      | с  | Выбывшая                              | Dropout                           | Санни Балвани          |
| 2022      | с  | Уборщица                              | The Cleaning Lady                 | Роберт Камдар          |
| 2025      | ф  | Последние дни Джона Аллена Чау        | The Last Days of John Allen Chau  |                        |

## Видеоигры
- 2014 — Far Cry 4 — Сабал